# Curracabundi-Nationalpark
Der Curracabundi-Nationalpark ist ein Nationalpark im Osten des australischen Bundesstaates New South Wales, 252 Kilometer nördlich von Sydney und rund 130 Kilometer westlich von Port Macquarie.
Der Nationalpark liegt am Barnard River und grenzt im Norden an den Nowendoc-Nationalpark und im Westen an den Woko-Nationalpark.
Im Park sind bei Gründung die staatlichen Schutzgebiete Merriot Nature Reserve und Monkeycot Nature Reserve aufgegangen.